# Stazione di Inzai-Makinohara
La stazione di Inzai-Makinohara (印西牧の原駅?, Inzai-Makinohara-eki) è una stazione ferroviaria della città di Inzai, nella prefettura di Chiba, in Giappone. È servita dalla linea Hokusō, gestita dalla società Ferrovia Hokusō. Si trova all'interno di Chiba New Town.

## Linee
Ferrovie Hokusō
● Linea Hokusō
 Ferrovie Keisei
● Linea Keisei Narita Aeroporto (Narita Sky Access Line)

## Struttura
La stazione è realizzata in superficie, con fabbricato viaggiatore a ponte sopra il livello del ferro. I binari sono quattro, con due marciapiedi a isola collegati al mezzanino, contenente sala d'attesa, biglietteria, servizi igienici e altri servizi, da scale mobili e ascensori. 
| 1-2 | ● Linea Hokusō | per Shin-Kamagaya, Higashi-Matsudo, Keisei Takasago, Ueno, Shinagawa, Haneda Aeroporto e Yokohama |
| 3-4 | ● Linea Hokusō | per Inba-Nihon-Idai e Narita Aeroporto                                                            |

## Stazioni adiacenti
| «                  | Servizio                            | »               |
| Linea Hokusō       | Linea Hokusō                        | Linea Hokusō    |
| ------------------ | ----------------------------------- | --------------- |
| Chiba-Newtown-Chūō | Locale Espresso1 Espresso limitato2 | Inba-Nihon-Idai |

- 1: Solo treni provenienti da Tokyo
- 2: Solo treni diretti a Tokyo